# Aeroporto de Teresina
Luchthaven Teresina–Senador Petrônio Portella is de luchthaven van Teresina, Brazilië. Sinds 22 december 1999 draagt de luchthaven de naam van Petrônio Portella Nunes (1925-1980) een voormalige burgemeester van Teresina, gouverneur van Piauí, senator en Minister van Justitie die een sleutelrol vervulde in het voorbereiden van het einde van de militaire regering.
De luchthaven wordt uitgebaat door Infraero.

## Historie
De luchthaven werd geopend op 30 september 1967 en sinds 23 december 1974 wordt hij uitgebaat door Infraero.
De luchthaven onderging grootschalige renovaties tussen 1998 en 2001, waarbij de passagiersterminal, startbaan en verkeerstoren werden verbouwd.

## Bereikbaarheid
De luchthaven bevindt zich op 5 km van het centrum van Teresina.